# Mads Pedersen (fodboldspiller, født 1993)
 Der er flere personer med dette navn, se Mads Pedersen.
Mads Pedersen (født 17. januar 1993 i Nakskov, Danmark) er en dansk fodboldspiller, hvis nuværende klub er ukendt.

## Karriere

### FC Midtjylland
Pedersen kom til FCM i 2008 fra Nakskov Boldklub. Mads Pedersen var anfører for FC Midtjyllands U19-hold i sæsonen 2011-2012, hvor de unge ulve sikrede sig en sæt sølvmedaljer.
I sæsonen 2011-12 blev han kåret til Årets Akademispiller.
I marts 2012 skrev Pedersen under på en professionel kontrakt, som betød, at han blev rykket op i superliga-truppen og fremover skulle spille på fuldtid.

### Hobro IK
Den 24. januar 2013 blev Pedersen udlejet til Skive IK, som spillede i 1. division. Pedersen sagde selv følgende omkring udlejning: "Skive er en god udfordring for mig. Jeg ville i foråret have den reserverolle, som jeg også havde i efteråret i FC Midtjylland, og det, jeg mangler nu, er spilletid, og der er Skive en god løsning, og jeg glæder mig rigtig meget til at komme i gang."
Han spillede i Skive IK frem til juni 2013 og spillede ni ligakampe for klubben, hvorefter han vendte tilbage til FC Midtjylland.

### Lyngby Boldklub
Den 2. september 2013 blev det bekræftet, at Pedersen indtil sommeren 2014 skulle spille for Lyngby på en lejekontrakt.
Han spillede i alt 24 ligakampe for Lyngby og scorede et enkelt ligamål, inden han vendte tilbage til FC Midtjylland.

### Sandefjord
Den 11. august 2014 bekræftede FC Midtjylland på deres hjemmeside, at de havde solgt Pedersen til den norske 2. divisionsklub Sandefjord. Han skrev under på en toethalvtårig kontrakt. Han afsluttede dog sit engagement i den norske klub med udgangen af 2015 efter at have spillet 18 kampe.
Han trænede i starten af 2016 med i Vejle Boldklub i et forsøg på at tilspille sig en kontrakt.